# Сърнър
Сърнър (на английски: Cerner Corporation) е американски доставчик на услуги, устройства и хардуер в сферата на информационни технологии в здравеопазването (на английски: health information technology, или на английски: HIT). Към февруари 2018 г. продуктите му се използват в повече от 27 000 съоръжения в множество страни.
Компанията има 29 000 служители в световен мащаб, включително 13 000 в Канзас Сити, щата Мисури. Седалището ѝ е в предградието Северен Канзас Сити, щата Мисури .   

## История
Сърнър е основана през 1979 г. от Нийл Патерсън, Пол Горъп и Клиф Илиг, които са били колеги в Артър Андерсен . Първоначалното името е PGI & Associates, като става Сърнър през 1984 г., когато пуска първата си система, PathNet.  Компанията излиза на фондовата борса през 1986 г. Броят на клиентите нараства постоянно в края на 80-те, достигайки 70 през 1987 г., 120 през 1988 г., 170 през 1989 г. и 250 през 1990 г. Най-ползваният продукт тогава е системата PathNet.
| Какво              | USD (милиона, щатски долари) |
| ------------------ | ---------------------------- |
| Приходи            | 5 500                        |
| Оперативна печалба | 915                          |
| Нетна печалба      | 781                          |

На 19 август 2021 г. Сърнър обявява, че д-р Дейвид Файнбърг, вицепрезидент и ръководител на Гугъл Здраве, става президент и главен изпълнителен директор на Сърнър от 1 октомври 2021 г.  
На 20 декември 2021 г. Оракъл обявява покупката на Сърнър за приблизително 28,3 милиарда долара.

## Продукти
Продуктите на компанията включват:
- Millennium+, облачна система за електронни здравни картони
- Cerner FirstNet, система за спешни отделения в болници
- Cerner RadNet, радиологична информационна система (RIS)
- „Cerner учебна рамка“[12]

Cerner CCL (Cerner Command Language) е език за програмиране, подобен на SQL.
- От 2006 г. Сърнър има офиси в бившите лаборатории Marion в Канзас Сити, Мисури
- Приземен етаж на Cerner Innovations Campus в Канзас Сити, Мисури
- Сграда на Cerner Health Services в Малвърн, Пенсилвания